# فلورا کراس
فلورا کراس (به انگلیسی: Flora Cross) (زاده ۱۱ ژانویهٔ ۱۹۹۳) بازیگر فرانسوی-آمریکایی است.
از فیلم‌های معروف او می‌توان به بازی در مارگو در مراسم عروسی اشاره کرد.